# Orientierungslauf-Weltcup 2002
Der Orientierungslauf-Weltcup 2002 war die neunte Auflage der internationalen Wettkampfserie im Orientierungslauf. Die Schweizerin Simone Luder gewann die Gesamtwertung bei den Damen, der Norweger Bjørnar Valstad bei den Herren.
Ausgetragen wurde die Weltcup-Saison in fünf Runden mit insgesamt 17 Wettkämpfen, darunter vier Staffelrennen.

## Austragungsorte
| Runde | Wettkampf | Datum         | Austragungsort        | Wettbewerb       | Bemerkung             |
| ----- | --------- | ------------- | --------------------- | ---------------- | --------------------- |
| 1     | 1         | 2. Juni       | Chiny                 | Mitteldistanz    |                       |
| 1     | 2         | 3. Juni       | Chiny                 | Langdistanz      |                       |
| 2     | 3         | 7. Juni       | Freiburg im Üechtland | Sprint           |                       |
| 2     | 4         | 8. Juni       | Freiburg im Üechtland | Staffel          |                       |
| 2     | 5         | 9. Juni       | Lausanne              |                  |                       |
| 3     | 6         | 30. Juni      | Røros                 | Sprint           |                       |
| 3     | 7         | 1. Juli       | Røros                 | Langdistanz      |                       |
| 3     | 8         | 3. Juli       | Røros                 | Staffel          |                       |
| 4     | 9         | 5. Juli       | Idre                  | Mitteldistanz    |                       |
| 4     | 10        | 7. Juli       | Idre                  | Ultralangdistanz |                       |
| 4     | 11        | 25. September | Sümeg                 | Mitteldistanz    | Europameisterschaften |
| 4     | 12        | 26. September | Sümeg                 | Staffel          | Europameisterschaften |
| 4     | 13        | 28. September | Sümeg                 | Sprint           | Europameisterschaften |
| 4     | 14        | 29. September | Sümeg                 | Langdistanz      | Europameisterschaften |
| 5     | 15        | 2. Oktober    | Brünn                 | Sprint           |                       |
| 5     | 16        | 3. Oktober    | Brünn                 | Langdistanz      |                       |
| 5     | 17        | 5. Oktober    | Brünn                 | Staffel          |                       |

## Einzel

### Herren
| Datum         | Ort           | Distanz   | 1. Platz          | 2. Platz                     | 3. Platz                          | Anmerkungen    |
| ------------- | ------------- | --------- | ----------------- | ---------------------------- | --------------------------------- | -------------- |
| 2. Juni       | Chiny         | Mittel    | Marián Dávidík    | Walentin Nowikow             | Mats Haldin                       |                |
| 3. Juni       | Chiny         | Lang      | Pasi Ikonen       | Walentin Nowikow             | Holger Hott                       |                |
| 7. Juni       | Freiburg i.Ü. | Sprint    | Juri Omeltschenko | Carsten Jørgensen            | Fredrik Löwegren Michail Mamlejew |                |
| 9. Juni       | Lausanne      | Lang      | Bjørnar Valstad   | Jani Lakanen                 | Pasi Ikonen                       |                |
| 30. Juni      | Røros         | Sprint    | Bjørnar Valstad   | Thierry Gueorgiou            | Mats Haldin                       |                |
| 1. Juli       | Røros         | Lang      | Pasi Ikonen       | Mats Haldin                  | Jani Lakanen                      |                |
| 5. Juli       | Idre          | Mittel    | Pasi Ikonen       | Bjørnar Valstad Jani Lakanen |                                   |                |
| 7. Juli       | Idre          | Ultralang | Mattias Karlsson  | Holger Hott                  | François Gonon                    |                |
| 25. September | Sümeg         | Mittel    | Michail Mamlejew  | Juri Omeltschenko            | Jamie Stevenson                   | 5,4 km, 15 P.  |
| 28. September | Sümeg         | Sprint    | Emil Wingstedt    | Håkan Petersson              | Juri Omeltschenko                 | 3,2 km, 10 P.  |
| 29. September | Sümeg         | Lang      | Thomas Bührer     | Bjørnar Valstad              | Emil Wingstedt                    | 12,4 km, 23 P. |
| 2. Oktober    | Brünn         | Sprint    | Damien Renard     | Michail Mamlejew             | Janusz Porzycz                    |                |
| 3. Oktober    | Brünn         | Lang      | Mats Haldin       | Juri Omeltschenko            | Bjørnar Valstad                   |                |

### Damen
| Datum         | Ort           | Distanz   | 1. Platz          | 2. Platz             | 3. Platz                     | Anmerkungen    |
| ------------- | ------------- | --------- | ----------------- | -------------------- | ---------------------------- | -------------- |
| 2. Juni       | Chiny         | Mittel    | Vroni König-Salmi | Frauke Schmitt Gran  | Karin Hellman Katarina Smith |                |
| 3. Juni       | Chiny         | Lang      | Simone Luder      | Anette Granstedt     | Hanne Staff                  |                |
| 7. Juni       | Freiburg i.Ü. | Sprint    | Simone Luder      | Gunilla Svärd        | Hanne Staff                  |                |
| 9. Juni       | Lausanne      | Lang      | Simone Luder      | Hanne Staff          | Katarina Smith               |                |
| 30. Juni      | Røros         | Sprint    | Emma Claesson     | Simone Luder         | Katarina Smith               |                |
| 1. Juli       | Røros         | Lang      | Simone Luder      | Karin Hellman        | Hanne Staff                  |                |
| 5. Juli       | Idre          | Mittel    | Simone Luder      | Gunilla Svärd        | Katarina Smith               |                |
| 7. Juli       | Idre          | Ultralang | Simone Luder      | Hanne Staff          | Katarina Smith               |                |
| 25. September | Sümeg         | Mittel    | Gunilla Svärd     | Brigitte Wolf        | Birgitte Husebye             | 4,5 km, 13 P.  |
| 28. September | Sümeg         | Sprint    | Vroni König-Salmi | Elisabeth Ingvaldsen | Anne Margrethe Hausken       | 2,85 km, 11 P. |
| 29. September | Sümeg         | Lang      | Simone Luder      | Hanne Staff          | Birgitte Husebye             | 6,7 km, 17 P.  |
| 2. Oktober    | Brünn         | Sprint    | Simone Luder      | Jenny Johansson      | Gunilla Svärd                |                |
| 3. Oktober    | Brünn         | Lang      | Vroni König-Salmi | Anette Granstedt     | Hanne Staff                  |                |

## Staffel

### Herren
| Datum         | Ort           | 1. Platz                                                | 2. Platz                                                  | 3. Platz                                            | Anmerkungen |
| ------------- | ------------- | ------------------------------------------------------- | --------------------------------------------------------- | --------------------------------------------------- | ----------- |
| 8. Juni       | Freiburg i.Ü. | Russland Michail Mamlejew Roman Efimow Walentin Nowikow | Schweiz Urs Müller Christian Ott Thomas Bührer            | Schweden 2 Thomas Asp Håkan Petersson Johan Näsman  |             |
| 3. Juli       | Røros         | Finnland Jani Lakanen Pasi Ikonen Mats Haldin           | Finnland 2 Jonne Lakanen Jarkko Huovila Petteri Muukkonen | Norwegen Jørgen Rostrup Thormod Berg Holger Hott    |             |
| 26. September | Sümeg         | Finnland Jani Lakanen Pasi Ikonen Mats Haldin           | Schweden 2 Johan Näsman Fredrik Löwegren Emil Wingstedt   | Dänemark Mikkel Lund René Rokkjær Carsten Jørgensen |             |
| 5. Oktober    | Brünn         | Finnland Jani Lakanen Jarkko Huovila Mats Haldin        | Dänemark Mikkel Lund René Rokkjær Carsten Jørgensen       | Schweden Thomas Asp Fredrik Löwegren Emil Wingstedt |             |

### Damen
| Datum         | Ort           | 1. Platz                                                   | 2. Platz                                                     | 3. Platz                                                    | Anmerkungen |
| ------------- | ------------- | ---------------------------------------------------------- | ------------------------------------------------------------ | ----------------------------------------------------------- | ----------- |
| 8. Juni       | Freiburg i.Ü. | Schweden 2 Emma Claesson Jenny Johansson Gunilla Svärd     | Schweiz Sara Gemperle Brigitte Wolf Simone Luder             | Finnland Reeta Kolkkala Satu Tahvonen Liisa Anttila         |             |
| 3. Juli       | Røros         | Schweiz Brigitte Wolf Vroni König-Salmi Simone Luder       | Norwegen Birgitte Husebye Anne Margrethe Hausken Hanne Staff | Schweden                                                    |             |
| 26. September | Sümeg         | Norwegen Elisabeth Ingvaldsen Birgitte Husebye Hanne Staff | Schweiz Brigitte Wolf Vroni König-Salmi Simone Luder         | Litauen Giedre Voveriene Vilma Rudzenskaite Ieva Sargautyte |             |
| 5. Oktober    | Brünn         | Norwegen Elisabeth Ingvaldsen Birgitte Husebye Hanne Staff | Schweiz Brigitte Wolf Vroni König-Salmi Simone Luder         | Schweden Emma Claesson Anette Granstedt Karin Hellman       |             |

## Gesamtwertung

### Einzel
| Herren | Herren | Herren            | Herren |
| Platz  | Land   | Athlet            | Punkte |
| ------ | ------ | ----------------- | ------ |
| 1      | NOR    | Bjørnar Valstad   | 358    |
| 2      | RUS    | Michail Mamlejew  | 348    |
| 3      | FIN    | Mats Haldin       | 347    |
| 4      | FIN    | Pasi Ikonen       | 326    |
| 5      | FIN    | Jani Lakanen      | 319    |
| 6      | UKR    | Juri Omeltschenko | 312    |
| 7      | SUI    | Thomas Bührer     | 292    |
| 8      | NOR    | Holger Hott       | 291    |
| 9      | HUN    | Gábor Domonyik    | 259    |
| 10     | GBR    | Jamie Stevenson   | 259    |

| Damen | Damen | Damen             | Damen  |
| Platz | Land  | Athletin          | Punkte |
| ----- | ----- | ----------------- | ------ |
| 1     | SUI   | Simone Luder      | 434    |
| 2     | SUI   | Vroni König-Salmi | 374    |
| 3     | NOR   | Hanne Staff       | 367    |
| 4     | SWE   | Gunilla Svärd     | 356    |
| 5     | CAN   | Katarina Smith    | 333    |
| 6     | GBR   | Heather Monro     | 313    |
| 7     | SWE   | Karin Hellman     | 313    |
| 8     | SWE   | Emma Engstrand    | 303    |
| 9     | NOR   | Birgitte Husebye  | 301    |
| 10    | SUI   | Brigitte Wolf     | 295    |

### Staffel
| Herren | Herren                 | Herren | Herren |
| Platz  | Land                   | Punkte |        |
| ------ | ---------------------- | ------ | ------ |
| 1      | Finnland               | 60     |        |
| 2      | Schweden               | 47     |        |
| 3      | Dänemark               | 43     |        |
| 4      | Schweiz                | 38     |        |
| 5      | Norwegen               | 36     |        |
| 6      | Vereinigtes Königreich | 32     |        |
| 7      | Frankreich             | 30     |        |
| 8      | Russland               | 30     |        |
| 9      | Australien             | 26     |        |
| 10     | Tschechien             | 22     |        |

| Damen | Damen                  | Damen  | Damen |
| Platz | Land                   | Punkte |       |
| ----- | ---------------------- | ------ | ----- |
| 1     | Norwegen               | 57     |       |
| 2     | Schweiz                | 54     |       |
| 3     | Schweden               | 50     |       |
| 4     | Finnland               | 41     |       |
| 5     | Vereinigtes Königreich | 29     |       |
| 6     | Deutschland            | 26     |       |
| 7     | Tschechien             | 26     |       |
| 8     | Dänemark               | 23     |       |
| 9     | Polen                  | 23     |       |
| 10    | Litauen                | 19     |       |